# Brad Hall (Radsportler)
Bradley Hall (* 17. Juni 1978) ist ein australischer Straßenradrennfahrer.
Brad Hall wurde 2006 jeweils Etappenzweiter bei der Tour of Hong Kong Shanghai und bei der Tour of Thailand. In der Saison 2008 wurde er bei der Tour of Hong Kong Shanghai auf einer Etappe Dritter und einmal Zweiter. Daraufhin konnte er auch in der Gesamtwertung den zweiten Platz belegen. Kurze Zeit später wurde er bei der Tour d’Indonesia auf dem ersten Teilstück Zweiter und die zweite Etappe konnte er für sich entscheiden.

## Erfolge
2008
- eine Etappe Tour d’Indonesia
- eine Etappe Tour of South China Sea

## Teams
- 2010 Marco Polo Cycling Team